# Monument aux morts de Champagne-sur-Loue
Le monument aux morts de Champagne-sur-Loue est un monument dédié aux morts des guerres 1914-1918 et 1939-1945 de Champagne-sur-Loue, commune française du Jura en région Bourgogne-Franche-Comté.
Il rend hommage, à l'origine, à Léon Mesny de Boisseaux, franc-tireur d'une compagnie du Jura (armée des Vosges de Garibaldi) durant la guerre franco prussienne, massacré par les Badois le 20 novembtre 1870 lors d'un des combats qui précédèrent la bataille de Nuits en Côte d'Or.

## Histoire
La famille de Mesny de Boisseaux fait ériger, dans sa propriété de Champagne-sur-Loue, sa commune natale, un monument à la mémoire de leur fils. Ce dernier aura également une statue à son effigie dans la cour d'honneur du collège de l'Arc à Dole et une stèle commémorative à Nuits-Saint-Georges. Louis Hyppolite Mouchot réalisera des peintures en pied du jeune combattant.
Le monument évoque un amas de roches prenant la forme d’un soubassement carré puis d’une étroite pyramide sur lesquels se trouvent plusieurs symboles évoquant les combats et le deuil.
Après la Première Guerre mondiale, la famille fait don du monument à la commune qui le transfère à son emplacement actuel. Il deviendra le monument aux morts du village, après gravure des noms des quatre habitants morts pour la France entre 1914 et 1918. 
Le monument aux morts est inscrit au titre des monuments historiques par arrêté du 22 avril 2024 ; il fait partie d'un ensemble de vingt-six monuments aux morts inscrits ou classés par la DRAC en Franche-Comté.